# Kambam
Kambam é uma cidade e um município no distrito de Theni, no estado indiano de Tamil Nadu.

## Geografia
Kambam está localizada a 9° 44′ N, 77° 18′ L. Tem uma altitude média de 391 metros (1282 pés).

## Demografia
Segundo o censo de 2001,  Kambam  tinha uma população de 58,713 habitantes. Os indivíduos do sexo masculino constituem 50% da população e os do sexo feminino 50%. Kambam tem uma taxa de literacia de 68%, superior à média nacional de 59.5%: a literacia no sexo masculino é de 75% e no sexo feminino é de 61%. Em Kambam, 11% da população está abaixo dos 6 anos de idade.